# فرمان صرفه‌جویی
قانون تعدیل هزینه یا قانون منع تجملات یک گروه از قوانین، مقررات و دستورالعمل توصیه شده، برای صرفه‌جویی اجباری هستند. از گذشته تا به حال و بدون در نظر گرفتن کشور، تجملاتی زندگی کردن نوعی گناه به شمار می‌آمده‌است. در آئین کنفوسیوس تجملات نوعی انحراف و یک چالش جدی برای نظم اجتماعی در نظر گرفته شده‌است. از سوی دیگر در مسیحی (کاتولیک)، نیز گناه تکبر بر تجملات، یکی از "هفت گناه مرگبار" در نظر گرفته شده‌است.
این قوانین برای تنظیم عادت مصرف هستند. دیکشنری قانون سیاه و سفید آنها را به این صورت تعریف می‌کند «قوانین ساخته شده به هدف محدود کردن تجمل، به ویژه در برابر هزینه‌های مفرط در پوشاک، مواد غذایی، مبلمان، و غیره.» به طور سنتی، آنها قوانینی هستند برای تنظیم و تقویت سلسله مراتب اجتماعی و اصول اخلاقی، از طریق محدودیت در لباس، غذا، و هزینه‌های لوکس. اجرای این قوانین در بسیاری از زمان‌ها و مکان‌ها، بی‌فایده بوده‌است.